# Казанский государственный аграрный университет
Казанский государственный аграрный университет (Казанский ГАУ) (тат. Казан дәүләт аграр университеты, англ. Kazan State Agrarian University) — высшее учебное заведение в Казани.
Университет создан 22 мая 1922 года при объединении сельскохозяйственного факультета Политехнического института и лесного факультета Казанского университета. Новый вуз получил название Казанский институт сельского хозяйства и лесоводства.
Статус академии присвоен в 1995 году, статус университета — в 2006 (приказ Минсельхоза России от 16 августа 2006 г. № 238).

## Структура университета
- Кафедра машин и оборудований в агробизнесе
- Кафедра общеинженерных дисциплин
- Кафедра техносферной безопасности
- Кафедра тракторы, автомобили и энергетические установки
- Кафедра физики и математики
- Кафедра физического воспитания
- Кафедра эксплуатации и ремонта машин

- Кафедра бухгалтерского учета и аудита
- Кафедра иностранных языков
- Кафедра организации сельскохозяйственного производства
- Кафедра управления сельскохозяйственным производством
- Кафедра философии и права
- Кафедра экономики и информационных технологий

- Кафедра агрохимии и почвоведения
- Кафедра биотехнологии, животноводства и химии
- Кафедра землеустройства и кадастры
- Кафедра общего земледелия, защиты растений и селекции
- Кафедра растениеводства и плодоовощеводства

- Кафедра лесоводства и лесных культур
- Кафедра таксации и экономики лесной отрасли

## Ректоры
- Парфентьев Николай Николаевич (1922—1924)
- Вершинин Андрей Константинович (1941—1943)
- Катков Николай Семёнович (1971—1985)
- Шабаев Мирсазян Тагирзянович (1985—1996)
- Файзрахманов Джаудат Ибрагимович (1996—2018)
- Валиев Айрат Расимович (с 2018 года)

## Известные преподаватели и выпускники
- Тольский, Андрей Петрович — русский советский учёный в области лесного хозяйства, теоретик, пионер лесоразведения в засушливых районах России, специалист по лесным культурам и метеорологии. Педагог, профессор. Заслуженный деятель науки Марийской АССР.
- Карпилов, Юрий Соломонович —  советский фитофизиолог. Доктор биологических наук (1973), профессор (1977). Первооткрыватель С4-пути фотосинтеза растений.
- Усманов, Гумер Исмагилович — советский партийный и государственный деятель, Секретарь ЦК КПСС (1989—1990), первый секретарь Татарского обкома КПСС (1982—1989).
- Шаймиев, Минтимер Шарипович — советский и российский государственный и политический деятель. Государственный советник Татарстана с 26 апреля 2010 года.
- Минниханов, Рустам Нургалиевич — российский политик. Президент Татарстана с 25 марта 2010.

## Награды
- Орден «Знак Почёта»
- Орден «За заслуги перед Республикой Татарстан» (2022 год) — за особо выдающиеся заслуги коллектива университета в развитии науки, большой вклад в подготовку высококвалифицированных специалистов для агропромышленного комплекса республики[2].